# Lance Stroll
Lance Stroll, pseudonimo di Lance Strulovitch (Montréal, 29 ottobre 1998), è un pilota automobilistico canadese, attivo in Formula 1 con l'Aston Martin.
Ha disputato nove stagioni in Formula 1 con Williams, Racing Point e Aston Martin, cogliendo una pole position e tre terzi posti come migliori risultati in gara. Prima della Formula 1 ha vinto il Campionato italiano di Formula 4 nel 2014, la Toyota Racing Series nel 2015 e la Formula 3 europea nel 2016.

## Biografia
Stroll è figlio dell'imprenditore miliardario canadese Lawrence Stroll e della stilista belga Claire-Anne Callens.

## Carriera

### Kart e primi anni in monoposto
Fece il suo debutto nel karting a dieci anni, venendo nominato Rookie dell'Anno nel 2008 e Pilota dell'Anno nel 2009 dalla Fedération Sport Automobile du Quebec.
Nel 2014 debuttò in monoposto, partecipando prima alla Florida Winter Series e poi al Campionato italiano di Formula 4 con i colori della Prema Powerteam, con la quale fece sue quattro gare, sette podi, quattro pole e tre giri veloci e vinse il campionato, nonostante la mancata partecipazione all'ultimo round per un infortunio.

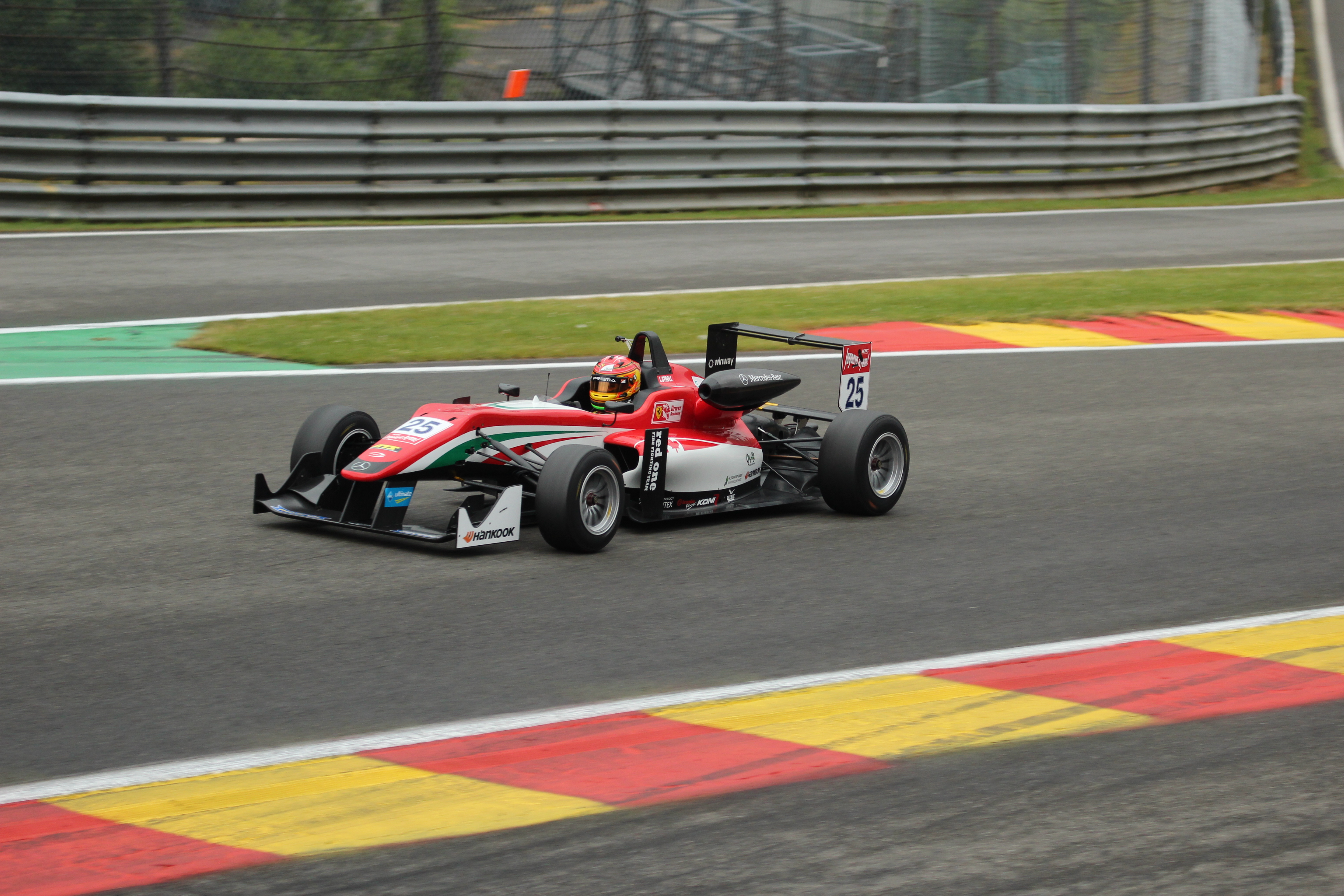
Lance Stroll nel 2015 durante la gara di Spa-Francorchamps della Formula 3 europea

Nel 2015 entrò a far parte della Ferrari Driver Academy. All'inizio dell'anno Stroll vinse il campionato di Formula Toyota, serie basata in Nuova Zelanda, ottenendo 10 podi, tra cui quattro vittorie, in 16 gare. Nel resto dell'anno prese parte al campionato europeo di F3, di nuovo con il team Prema. Il pilota canadese ottiene la sua prima vittoria nella serie al Hockenheimring e chiude al quinto posto nella classifica assoluta e terzo tra i Rookie dietro a Charles Leclerc e George Russell. A fine anno prese parte anche al prestigioso Gran Premio di Macao dove chiuse al ottavo posto.
Rimasto in Formula 3 anche nel 2016, Stroll vinse nettamente il campionato, conquistandolo matematicamente a quattro gare dal termine. Colse quattordici vittorie in trenta gare e ottenne 507 punti contro i 320 del più vicino rivale, Maximilian Günther.
Nel 2016 prende parte per la prima volta alla 24 Ore di Daytona guidando per il team Ford Chip Ganassi Racing. Insieme a Alexander Wurz, Brendon Hartley e Andy Priaulx ottengono il quinto posto assoluto. Stroll, nel 2018 ritorna a Daytona dividendo con Felix Rosenqvist, Daniel Juncadella e Robin Frijns l'Oreca 07 del team Jackie Chan DCR Jota. L'equipaggio si deve accontentare del undicesimo posto in classifica.

### Formula 1
Alla vigilia delle prime libere del Gran Premio di Abu Dhabi 2015 fu scelto dalla Williams come collaudatore, lasciando così la FDA.

#### 2017-2018: Williams

##### 2017: il primo podio in Azerbaigian
Il 3 novembre 2016 la Williams F1 annunciò l'ingaggio di Stroll come pilota titolare per la stagione 2017. Il pilota canadese, forte dell'appoggio economico fornitogli dal padre Lawrence, si preparò per la stagione disputando diverse sessioni di test privati su vecchie monoposto Williams.

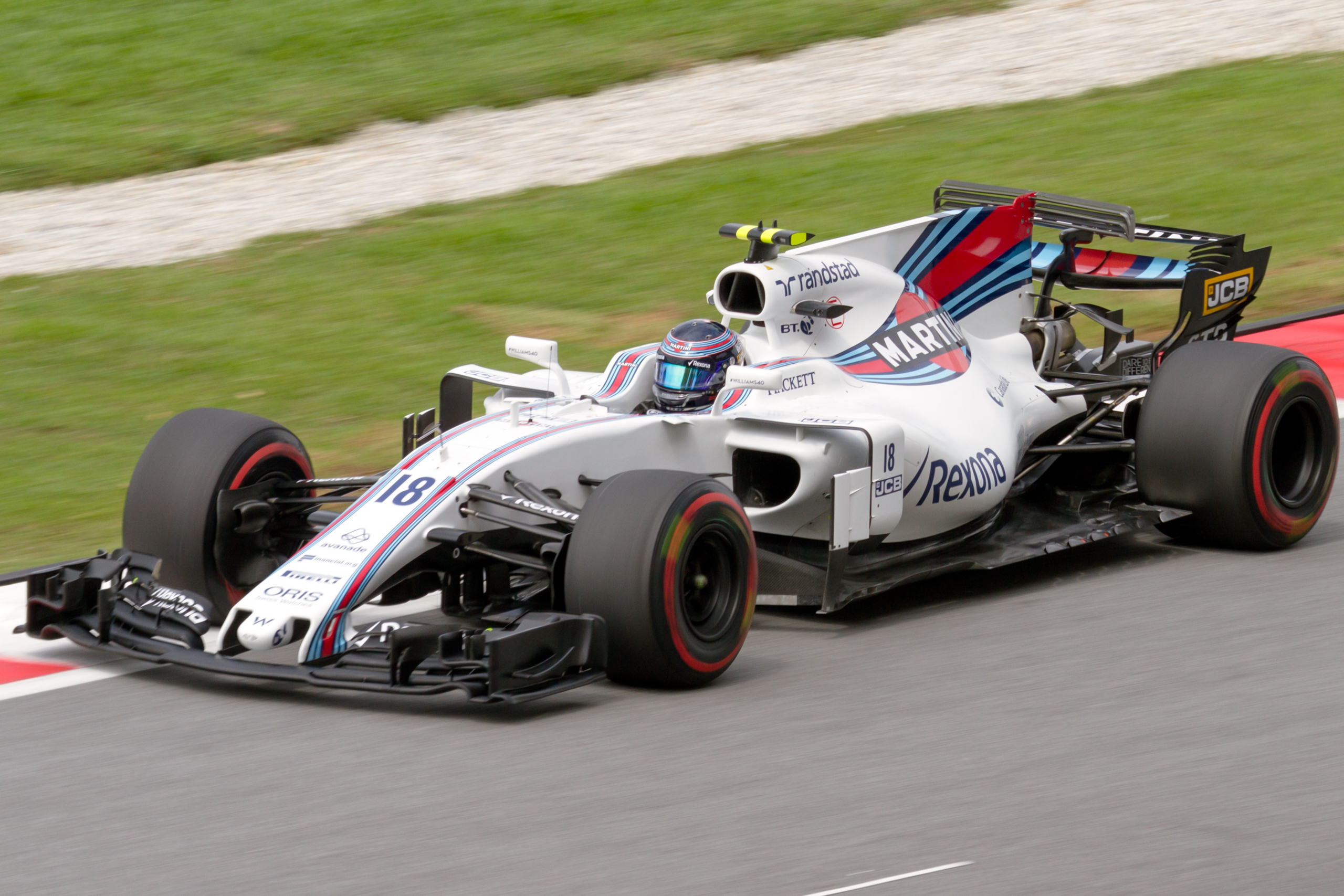
Stroll alla guida della Williams FW40 nelle prove libere del Gran Premio della Malesia.

Il suo debutto non fu, però, facile: nella gara inaugurale, a Melbourne, Stroll subì un pesante distacco dal compagno di squadra Felipe Massa in qualifica, ritirandosi poi in gara per un problema ai freni. Il pilota canadese si ritirò anche nei successivi Gran Premi di Cina e Bahrein, venendo tamponato in entrambe le occasioni da altri piloti. I primi punti arrivarono nel gran premio di casa, in Canada, dove Stroll chiuse al nono posto dopo essere scattato dalle retrovie.
Nel successivo Gran Premio d'Azerbaigian Stroll batté per la prima volta il compagno di squadra in qualifica, facendo segnare l'ottavo tempo. In gara, sfruttando i diversi ritiri e contatti davanti a lui, conquistò il primo podio in carriera, tagliando il traguardo in terza posizione dopo aver girato in seconda posizione per diversi giri (alle spalle del vincitore Daniel Ricciardo) ed essere stato superato in volata da Valtteri Bottas sul rettilineo di arrivo.
Stroll giunse nuovamente a punti nel successivo Gran Premio d'Austria, nel quale tagliò il traguardo in decima posizione dopo essere partito diciottesimo. Seguirono tre gare chiuse fuori dalla zona punti; il pilota canadese tornò a far segnare risultati utili a Monza, dove, dopo essere scattato dalla seconda posizione grazie all'arretramento in griglia delle due Red Bull, Stroll conquistò il settimo posto, davanti al compagno di squadra Felipe Massa. Stroll marcò punti anche a Singapore e in Malesia, concludendo ottavo in entrambe le occasioni. La serie utile si interruppe a Suzuka, dove il pilota canadese si ritirò per una foratura.
Concluso in undicesima posizione il Gran Premio degli Stati Uniti, in Messico Stroll tagliò il traguardo al sesto posto, facendo segnare il suo secondo miglior risultato stagionale. Le ultime due gare della stagione furono decisamente meno positive per il pilota canadese, che tagliò il traguardo in ultima posizione in entrambe le occasioni, staccatissimo dal compagno di squadra. Stroll chiuse la stagione al dodicesimo posto assoluto, con 40 punti.

##### 2018

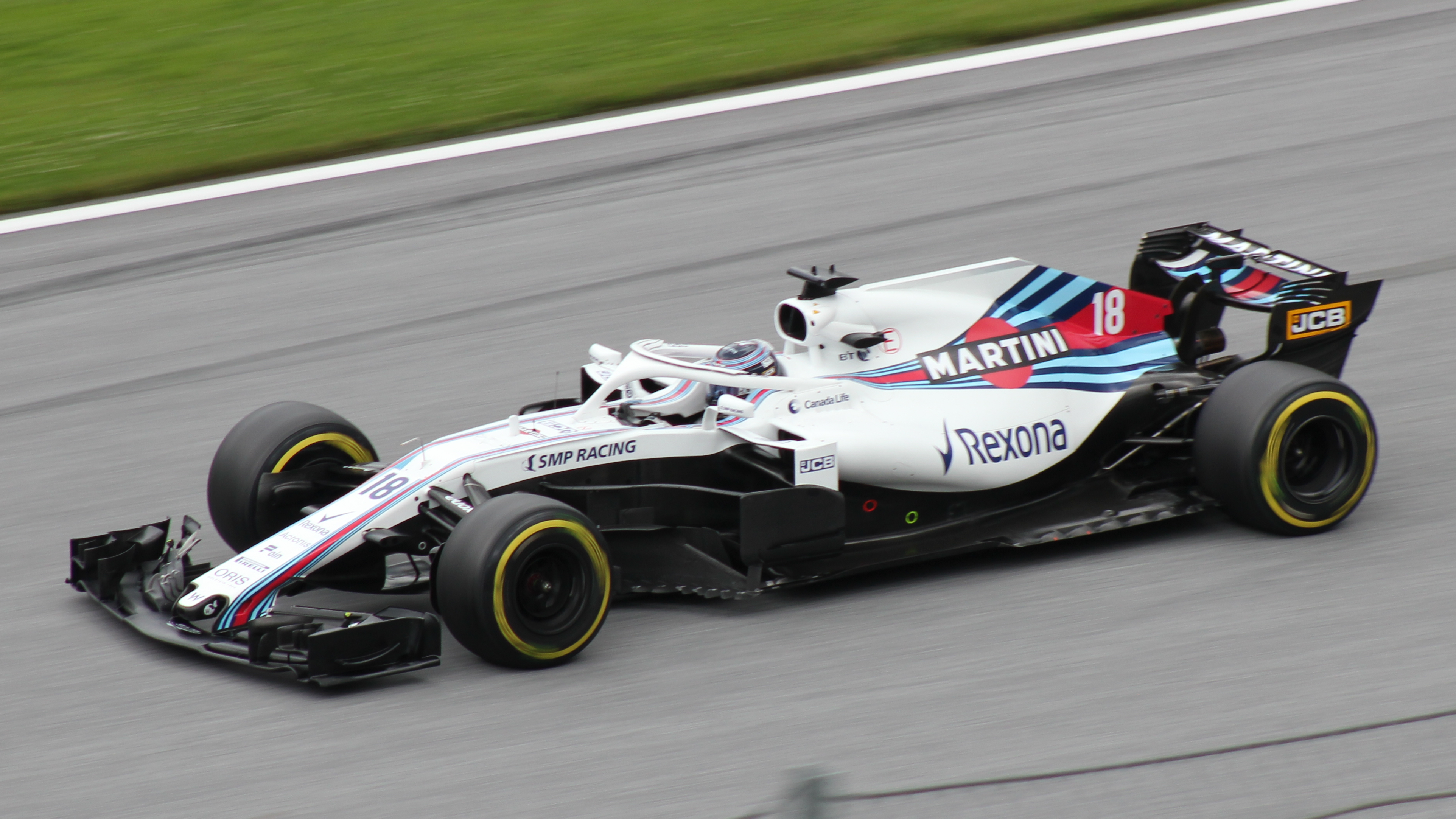
Stroll nel 2018.

Stroll rimase alla Williams anche nel 2018, venendo affiancato dal debuttante russo Sergej Sirotkin. L'inizio della stagione fu piuttosto difficile per il pilota canadese, principalmente a causa della scarsa competitività della monoposto. Nell'inaugurale Gran Premio d'Australia Stroll tagliò il traguardo in quattordicesima posizione, davanti al solo Brendon Hartley, lamentando problemi di surriscaldamento e di assetto durante tutta la gara. Stroll confermò il risultato anche nelle due gare seguenti, non riuscendo mai a lottare per i punti. Nel successivo Gran Premio di Azerbaigian il canadese, dopo essere partito dalla decima posizione, sfruttando i diversi ritiri e incidenti davanti a lui, giunse ottavo, ottenendo i primi punti stagionali per lui e la Williams.
Le gare successive non portarono risultati utili. A Barcellona Stroll fece segnare l'ultimo tempo, chiudendo la sessione di qualifica con un'uscita di pista: in gara il pilota canadese tagliò il traguardo in undicesima posizione. A Monaco Stroll ebbe nuovamente difficoltà in qualifica, accusando un pesante distacco dal compagno di squadra, mentre in gara fu rallentato da due forature causate da un surriscaldamento del cerchione e concluse in ultima posizione. Nel Gran Premio di casa, a Montréal, Stroll fu coinvolto in un incidente al primo giro con Brendon Hartley, chiudendo la propria gara dopo poche curve. Anche in Francia il pilota canadese dovette ritirarsi, a causa dell'esplosione di uno pneumatico avvenuta nelle tornate finali; Stroll fu comunque classificato 17º per aver completato il 90% della distanza di gara.
La difficile stagione della Williams proseguì nel Gran Premio di Gran Bretagna: durante le qualifiche sia Stroll che il compagno di squadra Sirotkin compirono dei testacoda, causati dall'improvviso stallo in frenata del nuovo alettone posteriore, appena introdotto dalla scuderia inglese per cercare di migliorare il deficitario rendimento della vettura. La Williams decise di tornare a utilizzare l'alettone posteriore impiegato in precedenza, facendo quindi partire entrambi i piloti dalla corsia dei box; Stroll concluse la gara dodicesimo. A Budapest il pilota canadese, sfruttando la pista bagnata, riuscì a superare la prima fase delle qualifiche. Tuttavia, nella seconda uscì di pista e danneggiò l'alettone anteriore: non avendone uno identico di riserva, la Williams dovette montarne uno di specifica diversa, dovendo quindi far partire Stroll dalla corsia dei box. Il pilota canadese chiuse la gara in ultima posizione.
Nel Gran Premio d'Italia la Williams mostrò una maggiore competitività e Stroll riuscì, per la prima volta in stagione, a rientrare nel gruppo dei primi dieci in qualifica. In gara confermò la decima posizione, venendo poi promosso al nono posto per via della squalifica di Romain Grosjean. Nelle gare successive non riuscì a prendere punti e concluse la stagione in 18ª posizione, piazzandosi meglio del compagno di squadra.

#### 2019-2020: Racing Point

##### 2019

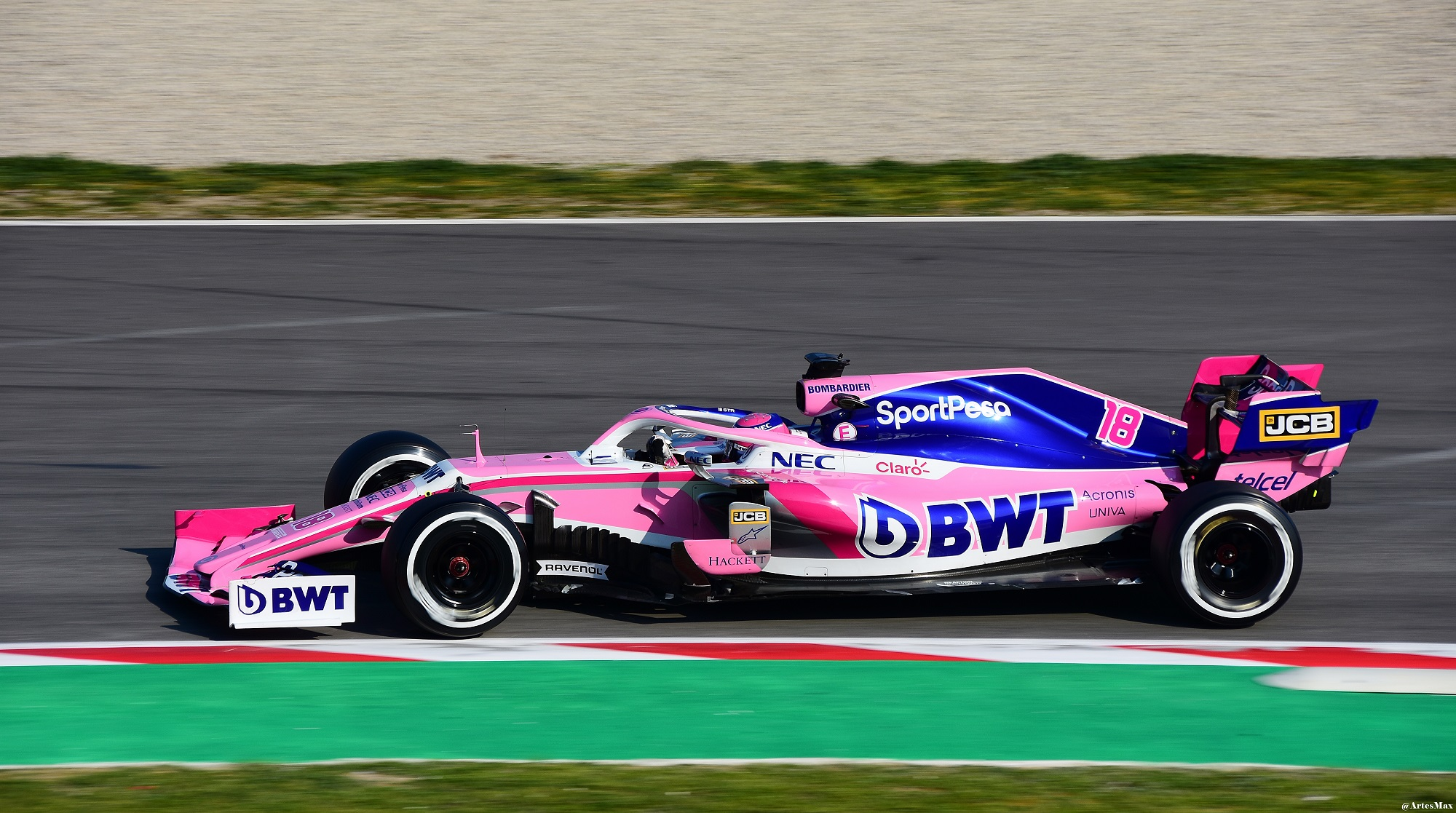
Stroll alla guida della Racing Point RP19 durante i test prestagionali 2019 a Barcellona.

Il 30 novembre 2018 fu ufficializzato il suo ingaggio per la stagione 2019 da parte della Racing Point, acquistata durante la stagione da una cordata guidata dal padre Lawrence, al fianco di Sergio Peréz. Al debutto stagionale, in Australia, Stroll chiuse al nono posto, dopo essere scattato dalla sedicesima posizione. Nelle gare seguenti Stroll mostrò delle difficoltà in qualifica, venendo sempre battuto dal compagno di squadra e riuscendo a passare la prima fase delle qualifiche solo all'undicesimo Gran Premio stagionale (il Gran Premio di Germania). Proprio in Germania il pilota canadese ottenne il suo miglior risultato stagionale, tagliando il traguardo in quarta posizione in una gara caratterizzata dalle mutevoli condizioni meteo.
Nel resto della stagione Stroll conquistò solo due ulteriori piazzamenti a punti (un decimo posto in Belgio e un nono in Giappone). A Monza il pilota canadese riuscì a qualificarsi nel gruppo dei primi dieci per la prima volta in stagione, ma in gara fu coinvolto in un contatto con Sebastian Vettel e terminò fuori dalla zona punti. Stroll chiuse la stagione al quindicesimo posto in classifica generale, con 21 punti.

##### 2020

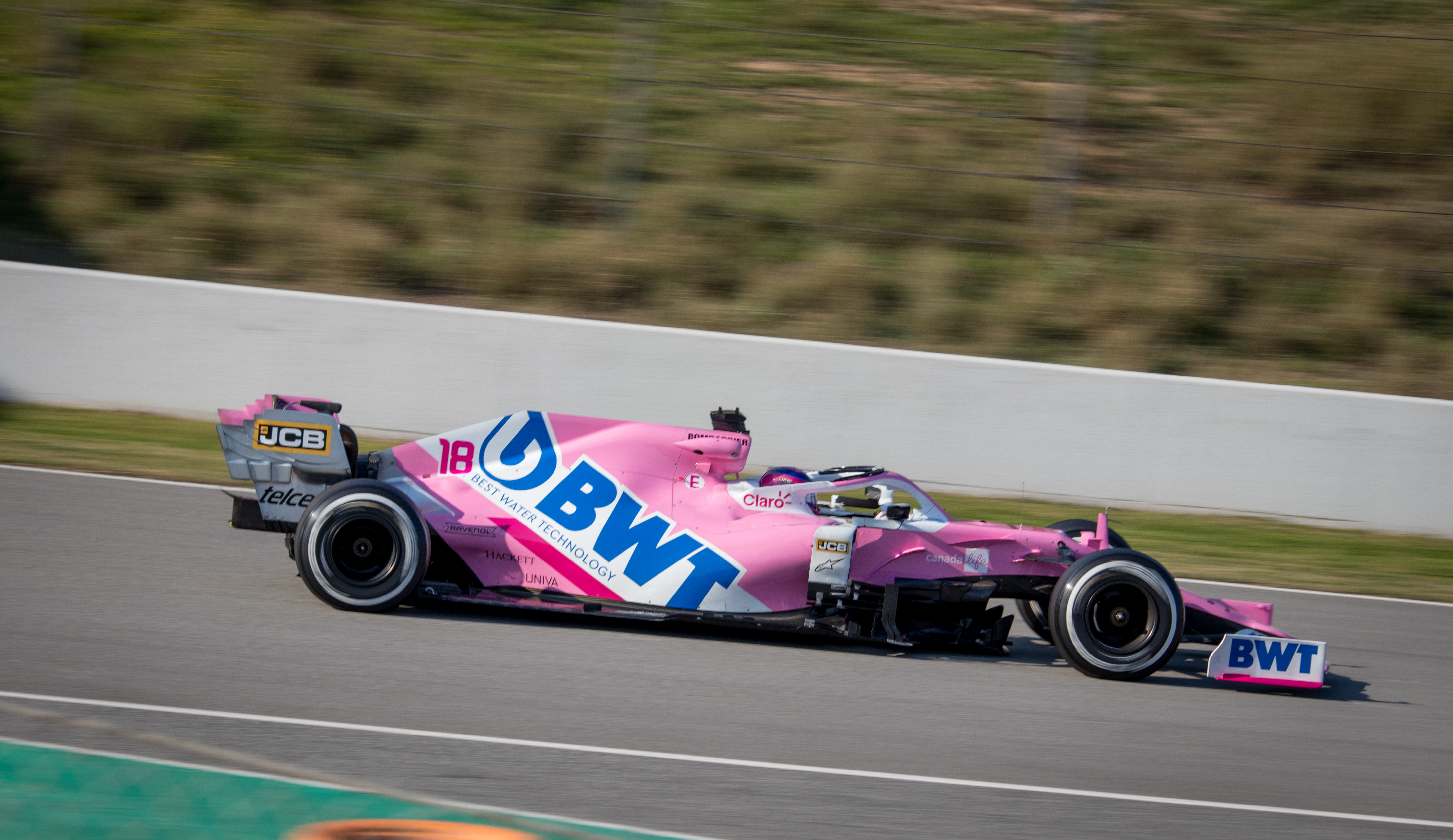
Stroll alla guida della Racing Point RP20 durante i test prestagionali del 2020.

Nel 2020 la Racing Point mostrò una maggiore competitività, consentendo a Stroll e al compagno di squadra di occupare stabilmente posizioni nella prima metà del gruppo. Nell'inaugurale Gran Premio d'Austria Stroll fu costretto al ritiro da un problema tecnico, ma nei successivi Gran Premi di Stiria e Ungheria il pilota canadese giunse a punti, terminando rispettivamente settimo e quarto. Continuò la serie di risultati positivi nel doppio appuntamento sul circuito di Silverstone, conquistando un nono e un sesto posto. Nel rocambolesco Gran Premio d'Italia Stroll conquistò il secondo podio in carriera, tagliando il traguardo in terza posizione alle spalle di Pierre Gasly e Carlos Sainz, dopo aver occupato brevemente la prima posizione.
Le gare successive furono avare di risultati: al Mugello Stroll fu protagonista di un violento incidente in seguito a una foratura, nel Gran Premio di Russia fu costretto al ritiro per un contatto con Charles Leclerc nelle prime fasi di gara e dovette poi saltare il Gran Premio dell'Eifel per un malessere (risultando successivamente positivo al SARS-CoV-2). Tornato al volante in Portogallo, Stroll si ritirò nuovamente per le conseguenze di un contatto, in questo caso con Lando Norris.
Nel Gran Premio di Turchia, sfruttando le sue abilità sul bagnato, ottenne la sua prima pole position in carriera. Concluse però la gara solo in nona posizione, complice un errore di strategia da parte del team e un lieve danneggiamento dell'ala anteriore.
Dopo un ritiro nel Gran Premio del Bahrein, Stroll conquistò il secondo podio stagionale a Sakhir, giungendo terzo alle spalle di Esteban Ocon e del compagno di squadra Pérez.
Concluse la stagione all'11º posto, con 75 punti, molto staccato dal compagno di squadra.

#### 2021-: Aston Martin

##### 2021

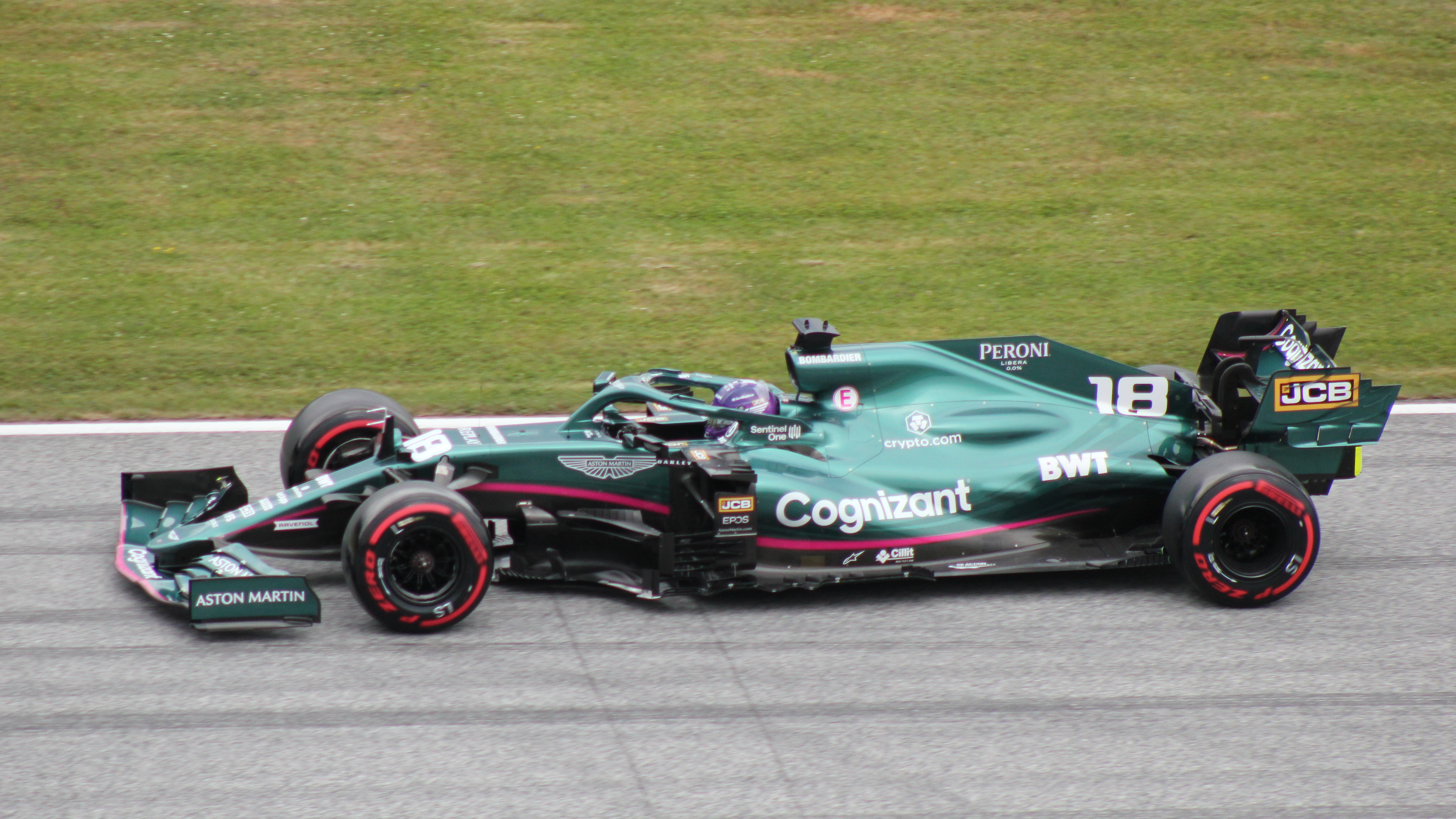
Stroll alla guida della Aston Martin AMR21 durante il Gran Premio d'Austria 2021.

Nel 2021 Stroll mantenne il suo posto nella squadra, che venne rinominata Aston Martin in seguito all'acquisto da parte di una cordata di investitori guidata da Lawrence Stroll di una quota del marchio britannico. Stroll fu affiancato dal quattro volte campione del mondo Sebastian Vettel, in uscita dalla Ferrari.
A inizio stagione la Aston Martin si dimostrò meno competitiva della monoposto precedente; Stroll riuscì a qualificarsi nei primi dieci e a conquistare punti nelle prime due gare, con un decimo posto in Bahrein e un ottavo posto a Imola, ma nel Gran Premio del Portogallo restò escluso già nella prima fase delle qualifiche e terminò la gara solo quattordicesimo. Tornato a punti nel Gran Premio di Monaco, chiuso in ottava posizione, a Baku Stroll fu costretto al primo ritiro stagionale per via di una foratura, mentre occupava la quinta posizione. Nei successivi appuntamenti in Francia e Stiria ottenne altri punti, con un decimo ed un ottavo posto.
A Budapest, sotto la pioggia, Stroll tamponò Charles Leclerc alla prima curva, autoescludendosi dalla gara e rimediando cinque posizioni di penalità sulla griglia di partenza per la gara seguente. Dopo altre due gare fuori dalla zona punti, nel Gran Premio d'Italia Stroll colse il suo miglior risultato stagionale, tagliando il traguardo in settima posizione. Si migliorò in Qatar, dove tagliò il traguardo al sesto posto dopo essere scattato dalla dodicesima posizione. Le ultime due gare dell'anno non portarono risultati utili e Stroll chiuse il campionato al tredicesimo posto, con 34 punti.

##### 2022

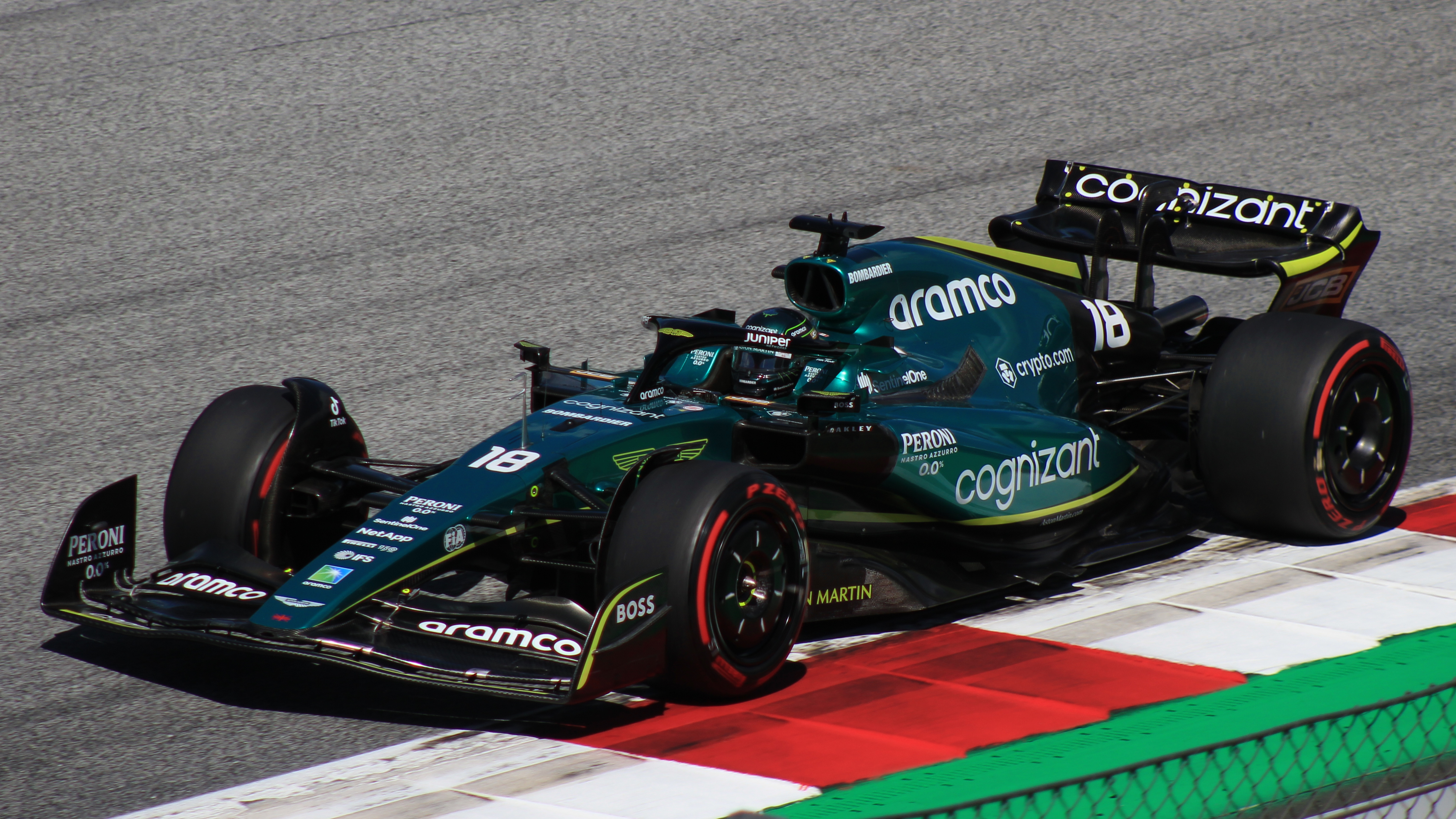
Stroll al Gran Premio d'Austria 2022.

Dopo un inizio di stagione difficile, Stroll conquistò il primo punto al Gran Premio dell'Emilia-Romagna, grazie a un decimo posto. Bissò il risultato nel successivo Gran Premio di Miami: giunto undicesimo al traguardo, Stroll guadagnò poi un'ulteriore posizione per via di una penalità inflitta a Fernando Alonso. Nella gara di casa ottenne il terzo piazzamento a punti stagionale, arrivando nuovamente decimo. Tornò a punti in occasione dei gran premi di Francia e Olanda, sempre chiusi al decimo posto. Il miglior piazzamento stagionale arrivò al Gran Premio di Singapore: Stroll concluse infatti la gara al sesto posto, battendo il compagno di squadra Sebastian Vettel. Nel Gran Premio degli Stati Uniti provoca un incidente con Fernando Alonso, ricevendo una penalità di tre posizioni sulla griglia di partenza da scontare nel Gran Premio successivo. Nei Gran Premi di San Paolo ed Abu Dhabi 2022 ottiene un decimo ed un ottavo posto, che lo posizionano al 15º posto della classifica piloti con 18 punti.

##### 2023
Il 2023 inizia negativamente per Stroll, che a causa di un infortunio durante un allenamento in bicicletta, è costretto a saltare i test pre-stagionali in Bahrain. Seppur in condizioni fisiche precarie, Stroll completa il Gran Premio di apertura in sesta posizione, ma nei successivi appuntamenti, nonostante la competitività della AMR23, Stroll ottiene posizioni alquanto modeste se paragonate a quelle del compagno di squadra Alonso, potendo vantare come miglior piazzamento nella prima parte di campionato solo un 4º posto, bottino assai misero se paragonato ai 6 podi dello spagnolo.
A partire dal Gran Premio di Spagna, (dove riesce per la prima volta a battere sia in qualifica che in gara Alonso) le performance della vettura iniziano a calare progressivamente insieme ai risultati del pilota canadese, che sino alla pausa estiva verrà sempre relegato ai margini della zona punti o addirittura fuori da essa, venendo molto distaccato dal compagno di squadra, sprofondando in classifica piloti ed influenzando molto negativamente la posizione del team in quella costruttori.
All'inizio della seconda parte del campionato Lance conferma le sue difficoltà non riuscendo ad ottenere punti per ben 5 gare consecutive, divenendo inoltre protagonista a Singapore di uno spettacolare incidente durante le qualifiche, ma contro ogni pronostico nelle ultime prove stagionali Stroll è capace di riscattarsi giungendo 7º negli Stati Uniti, ottenendo due quinti posti consecutivi a San Paolo e Las Vegas e chiudendo 10º nell'ultimo appuntamento stagionale ad Abu Dhabi.
Chiude il campionato in decima posizione nella classifica piloti (suo miglior risultato in Formula 1) con 74 punti, 132 in meno del compagno di squadra.

##### 2024
Il nuovo campionato si apre in maniera meno entusiasmante del precedente per Lance, che pur ritrovandosi alla guida di una monoposto capace di lottare all'interno della zona punti, viene nelle prime gare di stagione messo in ombra dal compagno Alonso, ma nonostante ciò il 27 giugno viene annunciato il rinnovo di Stroll con l'Aston Martin per la stagione 2025.
Se nella parte centrale del campionato il pilota canadese riesce tutto sommato a reggere il confronto con il compagno di squadra, ottenendo come migliori piazzamenti i 7º posti in Canada e Gran Bretagna, dal gran premio del Belgio Stroll perde progressivamente competitività non riuscendo più a marcare punti e concludendo diverse gare in posizioni di rincalzo dovute a qualifiche deludenti ed errori.
Termina la stagione 13º con solo 24 punti, venendo scavalcato in classifica da piloti alla guida di vetture meno performanti.

## Risultati

### Riepilogo
| Anno | Serie                 | Team                     | Gare         | Vittorie     | Pole         | Gpv          | Podi         | Punti        | Pos.         |
| ---- | --------------------- | ------------------------ | ------------ | ------------ | ------------ | ------------ | ------------ | ------------ | ------------ |
| 2014 | Florida Winter Series | N/A                      | 12           | 0            | 0            | 0            | 2            | N/A          | N/A          |
| 2014 | Formula 4 italiana    | Prema Powerteam          | 17           | 10           | 10           | 10           | 14           | 331          | 1º           |
| 2015 | Toyota Racing Series  | M2 Competition           | 16           | 4            | 0            | 2            | 10           | 906          | 1º           |
| 2015 | Formula 3 Europea     | Prema Powerteam          | 32           | 1            | 0            | 0            | 6            | 231          | 5º           |
| 2015 | Gran Premio di Macao  | Prema Powerteam          | 1            | 0            | 0            | 0            | 0            | N/A          | 8º           |
| 2015 | Formula 1             | Scuderia Ferrari         | Collaudatore | Collaudatore | Collaudatore | Collaudatore | Collaudatore | Collaudatore | Collaudatore |
| 2016 | Formula 3 Europea     | Prema Powerteam          | 30           | 14           | 14           | 11           | 20           | 507          | 1º           |
| 2016 | 24 Ore di Daytona     | Ford Chip Ganassi Racing | 1            | 0            | 0            | 0            | 0            | -            | 5º           |
| 2016 | Formula 1             | Williams                 | Collaudatore | Collaudatore | Collaudatore | Collaudatore | Collaudatore | Collaudatore | Collaudatore |
| 2017 | Formula 1             | Williams                 | 20           | 0            | 0            | 0            | 1            | 40           | 12º          |
| 2018 | Formula 1             | Williams                 | 21           | 0            | 0            | 0            | 0            | 6            | 18º          |
| 2018 | 24 Ore di Daytona     | Jackie Chan DCR Jota     | 1            | 0            | 0            | 0            | 0            | -            | 11º          |
| 2019 | Formula 1             | Racing Point             | 21           | 0            | 0            | 0            | 0            | 21           | 15º          |
| 2020 | Formula 1             | Racing Point             | 16           | 0            | 1            | 0            | 2            | 75           | 11º          |
| 2021 | Formula 1             | Aston Martin             | 22           | 0            | 0            | 0            | 0            | 34           | 13º          |
| 2022 | Formula 1             | Aston Martin             | 22           | 0            | 0            | 0            | 0            | 18           | 15º          |
| 2023 | Formula 1             | Aston Martin             | 21           | 0            | 0            | 0            | 0            | 74           | 10º          |
| 2024 | Formula 1             | Aston Martin             | 23           | 0            | 0            | 0            | 0            | 24           | 13º          |
| 2025 | Formula 1             | Aston Martin             | 14           | 0            | 0            | 0            | 0            | 26*          |              |

### Formula 3 Europea
| Stagione | Squadra         | Motore   | 1   | 2   | 3   | 4   | 5   | 6   | 7   | 8   | 9   | 10  | 11  | 12  | 13  | 14  | 15  | 16  | 17  | 18  | 19  | 20  | 21  | 22  | 23  | 24  | 25  | 26  | 27  | 28  | 29  | 30  | 31  | 32  | 33  | Punti | Pos. |
| -------- | --------------- | -------- | --- | --- | --- | --- | --- | --- | --- | --- | --- | --- | --- | --- | --- | --- | --- | --- | --- | --- | --- | --- | --- | --- | --- | --- | --- | --- | --- | --- | --- | --- | --- | --- | --- | ----- | ---- |
| 2015     | Prema Powerteam | Mercedes | SIL | SIL | SIL | HOC | HOC | HOC | PAU | PAU | PAU | MNZ | MNZ | MNZ | SPA | SPA | SPA | NOR | NOR | NOR | ZAN | ZAN | ZAN | RBR | RBR | RBR | ALG | ALG | ALG | NÜR | NÜR | NÜR | HOC | HOC | HOC | 231   | 5º   |
| 2015     | Prema Powerteam | Mercedes | 6   | 4   | Rit | 6   | 14  | 6   | 9   | 10  | 4   | 11  | Rit | SQ  | 31  | Rit | EX  | 8   | 4   | 26  | 4   | Rit | 5   | 4   | 3   | 5   | 4   | 3   | 3   | 9   | 3   | 2   | 1   | 6   | Rit | 231   | 5º   |
| 2016     | Prema Powerteam | Mercedes | LEC | LEC | LEC | HUN | HUN | HUN | PAU | PAU | PAU | RBR | RBR | RBR | NOR | NOR | NOR | ZAN | ZAN | ZAN | SPA | SPA | SPA | NÜR | NÜR | NÜR | IMO | IMO | IMO | HOC | HOC | HOC |     |     |     | 507   | 1º   |
| 2016     | Prema Powerteam | Mercedes | 1   | Rit | 5   | 4   | 8   | 3   | 9   | 4   | 2   | 2   | 1   | 1   | 1   | 2   | 1   | 1   | Rit | Rit | 1   | Rit | 4   | 1   | 1   | 2   | 2   | 1   | 1   | 1   | 1   | 1   |     |     |     | 507   | 1º   |

| Legenda | 1º posto                | 2º posto        | 3º posto            | A punti      | Senza punti | Grassetto=Pole position · Corsivo=Giro più veloce Il corsivo e grassetto indica la pole position e il giro veloce in gara. |
| Legenda | Solo prove/Terzo pilota | Non qualificato | Ritirato/Non class. | Squalificato | Non partito | Grassetto=Pole position · Corsivo=Giro più veloce Il corsivo e grassetto indica la pole position e il giro veloce in gara. |

### 24 Ore di Daytona
| Anno | Team                     | Co-piloti                                       | Vettura             | Classe | Giri | Pos. | Class pos. |
| ---- | ------------------------ | ----------------------------------------------- | ------------------- | ------ | ---- | ---- | ---------- |
| 2016 | Ford Chip Ganassi Racing | Alexander Wurz Brendon Hartley Andy Priaulx     | Riley Mk. XXVI-Ford | P      | 725  | 5º   | 5º         |
| 2018 | Jackie Chan DCR Jota     | Felix Rosenqvist Daniel Juncadella Robin Frijns | Oreca 07-Gibson     | P      | 777  | 15º  | 11º        |

### Risultati in Formula 1
| 2017 | Scuderia | Vettura |     |     |     |    |    |    |   |   |    |    |    |    |   |   |   |     |    |   |    |    |  |  |  |  | Punti | Pos. |
| ---- | -------- | ------- | --- | --- | --- | -- | -- | -- | - | - | -- | -- | -- | -- | - | - | - | --- | -- | - | -- | -- |  |  |  |  | ----- | ---- |
| 2017 | Williams | FW40    | Rit | Rit | Rit | 11 | 16 | 15 | 9 | 3 | 10 | 16 | 14 | 11 | 7 | 8 | 8 | Rit | 11 | 6 | 16 | 18 |  |  |  |  | 40    | 12º  |

| 2018 | Scuderia | Vettura |    |    |    |   |    |    |     |    |    |    |     |    |    |   |    |    |    |    |    |    |    |  |  |  | Punti | Pos. |
| ---- | -------- | ------- | -- | -- | -- | - | -- | -- | --- | -- | -- | -- | --- | -- | -- | - | -- | -- | -- | -- | -- | -- | -- |  |  |  | ----- | ---- |
| 2018 | Williams | FW41    | 14 | 14 | 14 | 8 | 11 | 17 | Rit | 17 | 14 | 12 | Rit | 17 | 13 | 9 | 14 | 15 | 17 | 14 | 12 | 18 | 13 |  |  |  | 6     | 18º  |

| 2019 | Scuderia     | Vettura |   |    |    |   |     |    |   |    |    |    |   |    |    |    |    |    |   |    |    |    |     |  |  |  | Punti | Pos. |
| ---- | ------------ | ------- | - | -- | -- | - | --- | -- | - | -- | -- | -- | - | -- | -- | -- | -- | -- | - | -- | -- | -- | --- |  |  |  | ----- | ---- |
| 2019 | Racing Point | RP19    | 9 | 14 | 12 | 9 | Rit | 16 | 9 | 13 | 14 | 13 | 4 | 17 | 10 | 12 | 13 | 11 | 9 | 12 | 13 | 19 | Rit |  |  |  | 21    | 15º  |

| 2020 | Scuderia     | Vettura |     |   |   |   |   |   |   |   |     |     |  |     |    |   |     |   |    |  |  |  |  |  |  |  | Punti | Pos. |
| ---- | ------------ | ------- | --- | - | - | - | - | - | - | - | --- | --- |  | --- | -- | - | --- | - | -- |  |  |  |  |  |  |  | ----- | ---- |
| 2020 | Racing Point | RP20    | Rit | 7 | 4 | 9 | 6 | 4 | 9 | 3 | Rit | Rit |  | Rit | 13 | 9 | Rit | 3 | 10 |  |  |  |  |  |  |  | 75    | 11º  |

| 2021 | Scuderia     | Vettura |    |   |    |    |   |     |    |   |    |   |     |    |    |   |    |   |    |    |     |   |    |    |  |  | Punti | Pos. |
| ---- | ------------ | ------- | -- | - | -- | -- | - | --- | -- | - | -- | - | --- | -- | -- | - | -- | - | -- | -- | --- | - | -- | -- |  |  | ----- | ---- |
| 2021 | Aston Martin | AMR21   | 10 | 8 | 14 | 11 | 8 | Rit | 10 | 8 | 13 | 8 | Rit | 20 | 12 | 7 | 11 | 9 | 12 | 14 | Rit | 6 | 11 | 13 |  |  | 34    | 13º  |

| 2022 | Scuderia     | Vettura |    |    |    |    |    |    |    |     |    |    |    |    |    |    |    |     |   |    |     |    |    |   |  |  | Punti | Pos. |
| ---- | ------------ | ------- | -- | -- | -- | -- | -- | -- | -- | --- | -- | -- | -- | -- | -- | -- | -- | --- | - | -- | --- | -- | -- | - |  |  | ----- | ---- |
| 2022 | Aston Martin | AMR22   | 12 | 13 | 12 | 10 | 10 | 15 | 14 | Rit | 10 | 11 | 13 | 10 | 11 | 11 | 10 | Rit | 6 | 12 | Rit | 15 | 10 | 8 |  |  | 18    | 15º  |

| 2023 | Scuderia     | Vettura |   |     |   |    |    |     |   |   |    |    |    |   |    |    |    |     |    |   |    |   |   |    |  |  | Punti | Pos. |
| ---- | ------------ | ------- | - | --- | - | -- | -- | --- | - | - | -- | -- | -- | - | -- | -- | -- | --- | -- | - | -- | - | - | -- |  |  | ----- | ---- |
| 2023 | Aston Martin | AMR23   | 6 | Rit | 4 | 78 | 12 | Rit | 6 | 9 | 94 | 14 | 10 | 9 | 11 | 16 | NP | Rit | 11 | 7 | 17 | 5 | 5 | 10 |  |  | 74    | 10º  |

| 2024 | Scuderia     | Vettura |    |     |   |    |    |    |   |    |   |    |    |   |    |    |    |    |    |    |    |    |    |    |     |    | Punti | Pos. |
| ---- | ------------ | ------- | -- | --- | - | -- | -- | -- | - | -- | - | -- | -- | - | -- | -- | -- | -- | -- | -- | -- | -- | -- | -- | --- | -- | ----- | ---- |
| 2024 | Aston Martin | AMR24   | 10 | Rit | 6 | 12 | 15 | 17 | 9 | 14 | 7 | 14 | 13 | 7 | 10 | 11 | 13 | 19 | 19 | 14 | 15 | 11 | NP | 15 | Rit | 13 | 24    | 13º  |

| 2025 | Scuderia     | Vettura |   |   |    |    |    |     |    |    |    |    |    |   |    |   |  |  |  |  |  |  |  |  |  |  | Punti | Pos. |
| ---- | ------------ | ------- | - | - | -- | -- | -- | --- | -- | -- | -- | -- | -- | - | -- | - |  |  |  |  |  |  |  |  |  |  | ----- | ---- |
| 2025 | Aston Martin | AMR25   | 6 | 9 | 20 | 17 | 16 | 165 | 15 | 15 | NP | 17 | 14 | 7 | 14 | 7 |  |  |  |  |  |  |  |  |  |  | 26    |      |

| Legenda | 1º posto     | 2º posto | 3º posto    | A punti         | Senza punti/Non class.  | Grassetto – Pole position Corsivo – Giro più veloce Apice – Risultato Sprint (A punti) |
| Legenda | Squalificato | Ritirato | Non partito | Non qualificato | Solo prove/Terzo pilota | Grassetto – Pole position Corsivo – Giro più veloce Apice – Risultato Sprint (A punti) |